# Marathon van Rome 1984
De marathon van Rome 1985 werd gelopen op zondag 8 april 1984. De wedstrijd was een voorloper van de jaarlijkse marathon van Rome, die in 1995 van start ging.
De Engelsman Bernard Ford kwam bij de mannen als eerste over de streep in 2:17.01. De Italiaanse Daniela Tiberti was het snelste bij de vrouwen. Zij volbracht het parcours in 2:41.40.
In totaal finishten 1427 lopers, waarvan 1370 mannen en 57 vrouwen.

## Uitslagen
Mannen
| rang   | naam               | land | tijd    |
| ------ | ------------------ | ---- | ------- |
| Goud   | Bernard Ford       | ENG  | 2:17.01 |
| Zilver | Antonio Erotavo    | ITA  | 2:17.20 |
| Brons  | Armando Scozzari   | ITA  | 2:17.35 |
| 4      | Henryk Nogala      | POL  | 2:17.35 |
| 5      | Ian Beauchamp      | GBR  | 2:18.01 |
| 6      | Tommaso Baruffo    | ITA  | 2:21.13 |
| 7      | Maurizio Cacopardo | ITA  | 2:21.46 |
| 8      | John Davies        | WAL  | 2:22.28 |
| 9      | Mauro Pappacena    | ITA  | 2:22.45 |
| 10     | Fausto Coletti     | ITA  | 2:24.14 |
| 11     | Boris Bakmaz       | ITA  | 2:24.30 |

Vrouwen
| rang   | naam            | land | tijd    |
| ------ | --------------- | ---- | ------- |
| Goud   | Daniela Tiberti | ITA  | 2:41.40 |
| Zilver | Leslie Watson   | SCO  | 2:47.05 |
| Brons  | Tracey Howard   | GBR  | 2:48.05 |
| 5      | Ariane Lelant   | FRA  | 2:58.25 |

1982 ·
1983 ·
1984 ·
1985 ·
1986 ·
1987 ·
1988 ·
1989 ·
1990 ·
1991 ·
1995 ·
1996 ·
1997 ·
1998 ·
1999 ·
2000 ·
2001 ·
2002 ·
2003 ·
2004 ·
2005 ·
2006 ·
2007 ·
2008 ·
2009 ·
2010 ·
2011 ·
2012 ·
2013 ·
2014 ·
2015 ·
2016 ·
2017